# Marcel Baril
Pour les articles homonymes, voir Baril (homonymie).
Marcel Baril est un peintre canadien né le 23 mars 1917 à Warwick et mort le 13 février 1999 à Paris 16e,.

## Biographie
Il s'adonnait principalement à la peinture figurative et surréaliste.Il étudie un an en présence de Rodolphe Duguay au Séminaire de Nicolet et ensuite au Monument national. C'est en octobre 1937 que Rodolophe Duguay influence Marcel Baril à s'inscrire à l'École des beaux-arts de Montréal.

« Son passage à l'École semble marqué par deux traits principaux: une bonne entente avec Maillard, une certaine opposition à l'autoritarisme de Pellan. »

Ne pouvant vivre de la peinture au Québec, il s'expatrie à Paris en 1954. Sa manière de peindre contraste avec celle des signataires du Refus global ; il n'appartient, ni ne veut appartenir, à aucun groupe. Une exposition posthume est organisée en 1995 au Musée de Charlevoix. En 1997, Philippe Baylaucq réalise un film sur l'artiste intitulé: Mystère B.

« Il m'a fallu fouiller loin pour le savoir. Marcel Baril est un artiste accompli. Ce qui est formidable chez lui, c'est qu'il a reçu une formation et qu'il a réussi à l'oublier par la suite. »

## Œuvres
- Blandine Gauthier ou Nu aux bas orangés, 1944, huile sur toile, Collection Musée national des beaux-arts du Québec[9]
- Chanson de Vaudeville, 1940, gouache sur papier, Collection Musée de Charlevoix
- La Danse des acrobates, 1940, gouache sur papier, Collection Musée de Charlevoix
- Florentine, non datée, gouache sur papier, Collection Musée de Charlevoix
- Paul Larivière, médecin, 1945, huile sur toile, Collection Musée national des beaux-arts du Québec[10]
- Pax / abbé Paul Lachapelle ; préface de S.E. Monseigneur Charbonneau ; illustrations de Marcel Baril, 1946[11]
- Le Tap dance noir, 1940, gouache sur papier, Collection Musée de Charlevoix